# Bobby Jones (golfer)

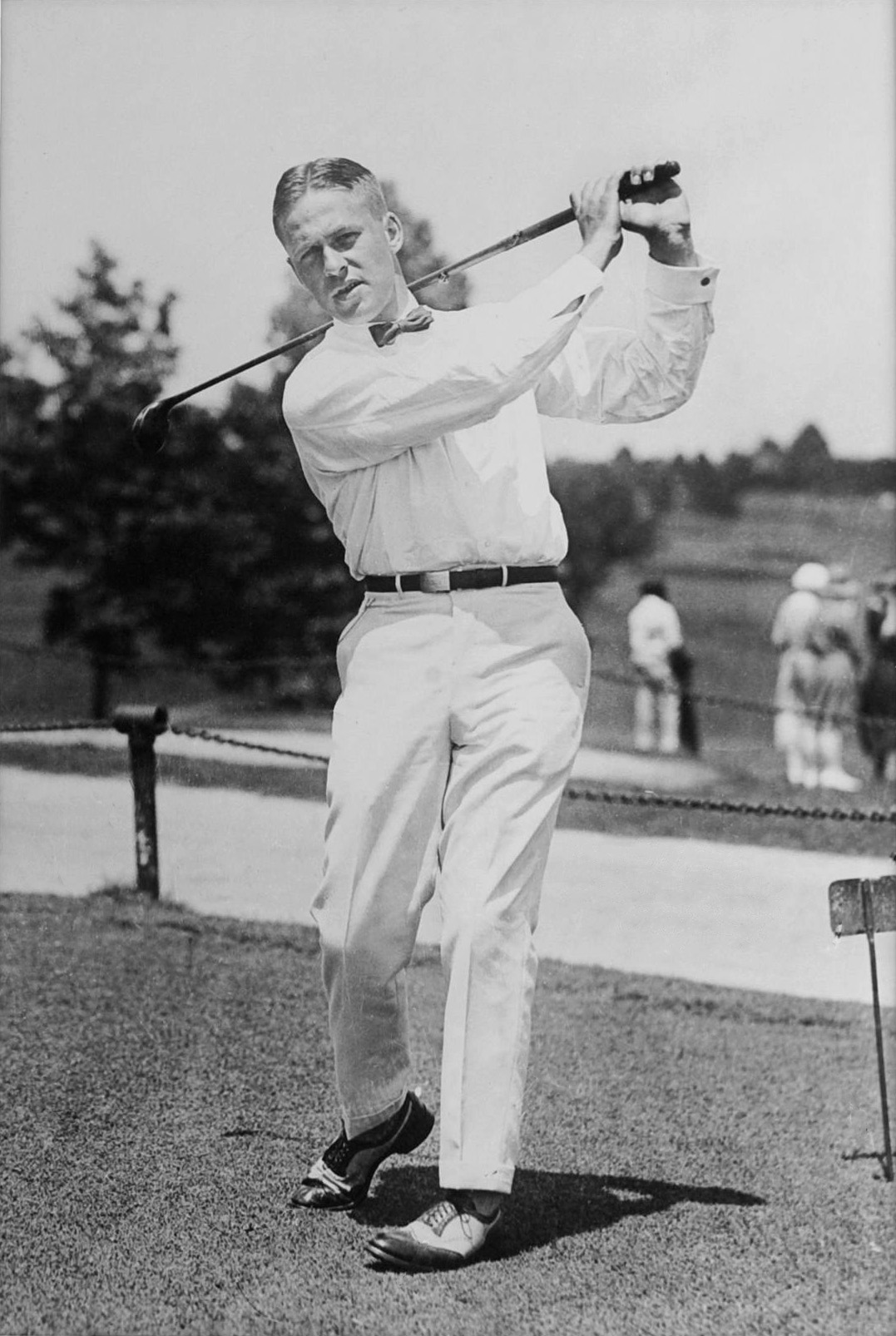
Bobby Jones omstreeks 1921

Robert Tyre (Bobby) Jones jr. (Atlanta (Georgia), 17 maart 1902 - aldaar, 18 december 1971) was een Amerikaanse golfer en medeoprichter van de Augusta National Golf Club en de jaarlijks gespeelde US Masters.

## Biografie

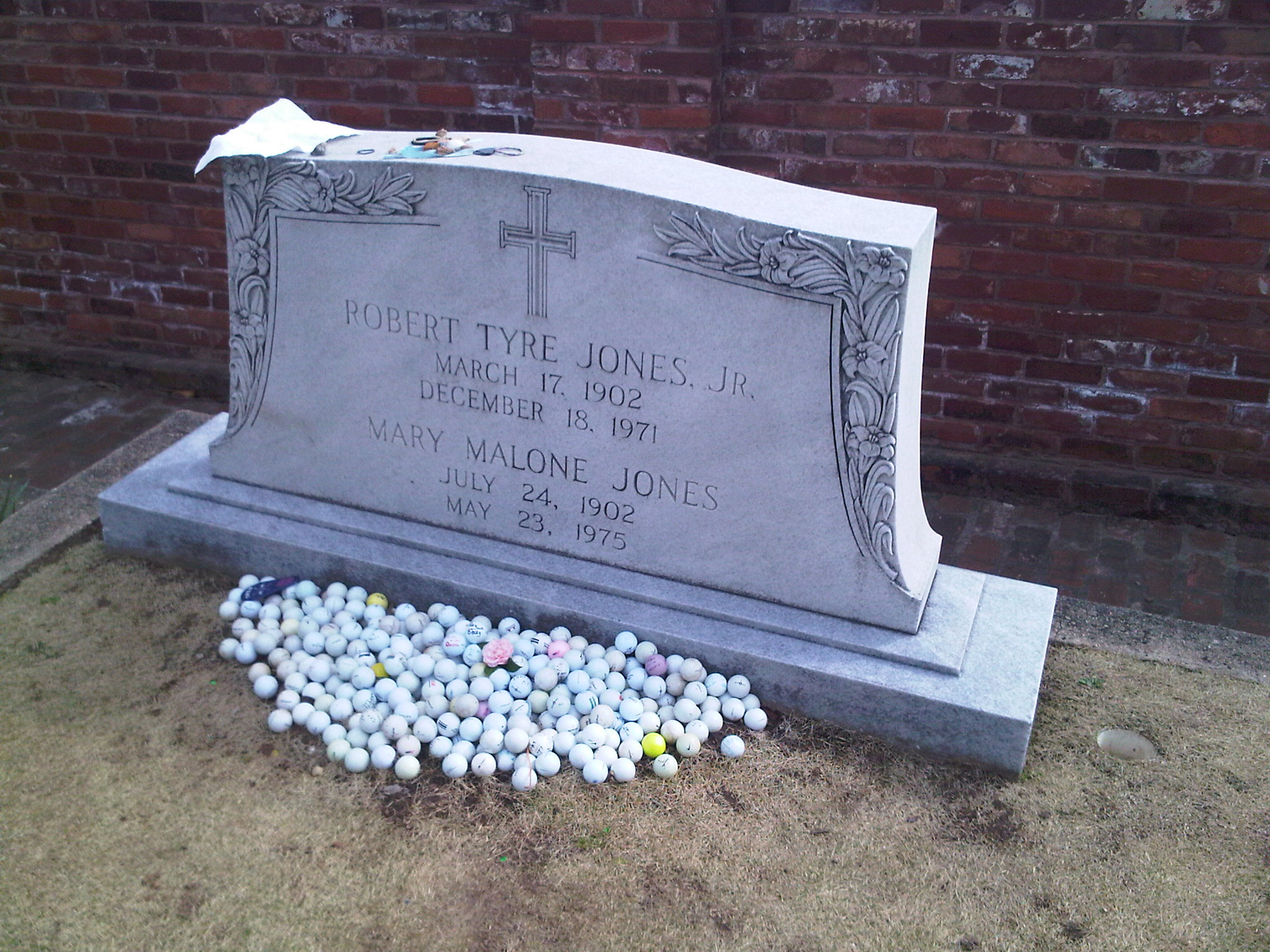
Jones' grafsteen

Jones studeerde aan de Georgia Institute of Technology, waar hij zijn toekomstige echtgenote ontmoete, Mary Rice Malone. In 1924 trouwde hij met Malone, met wie hij drie kinderen zou krijgen. Aan de Harvard-universiteit haalde Jones zijn bachelor in Engelse literatuur en op de Emory Universiteit studeerde hij rechten. Hij behaalde zijn graad in 1930. Na zijn golfcarrière zou Jones advocaat in Atlanta worden.
Tijdens de Eerste Wereldoorlog reisde hij rond om golfdemonstraties te geven en geld in te zamelen voor oorlogsslachtoffers. Tijdens de Tweede Wereldoorlog was Jones majoor bij de luchtmacht.
Jones kreeg op latere leeftijd syringomyelie en eindigde in een rolstoel. Hij overleed in Atlanta in 1971 en ligt begraven op Oakland Cemetary.

## Golfcarrière
Op 6-jarige leeftijd won Bobby zijn eerste golfwedstrijd, en op 14-jarige leeftijd haalde hij voor het eerst de cut bij het US amateurkampioenschap. Twee jaar later won hij het Amateur Open van de staat Georgia. Tijdens zijn tijd aan het Georgia Institute kwam hij uit in het golfteam van de universiteit. 
In 1920 kwalificeerde hij zich op 18-jarige leeftijd voor het US Open. In 1922 studeerde hij af. In 1923 won hij op 21-jarige leeftijd het US Open. Tussen deze wedstrijd en het US Amateur in 1930 speelde hij twintig majors, waarvan hij er dertien won, waaronder viermaal het US Open, vijfmaal het US amateurkampioenschap en eenmaal het Brits amateurkampioenschap. 
In 1921 speelde Jones op de Old Course van het St Andrews Links het Britse Open. Tijdens de 3de ronde trok hij zich na 11 holes terug en vertelde de pers dat hij het een vervelende baan vond. In 1927 won hij echter het Open op de Old Course en liet als dank de trofee op het St Andrews achter. In 1958 werd hij ereburger van St Andrews. 
In 1930 won Jones hij alle vier majors: het US Open, het Brits Open, het US amateurkampioenschap en het Brits amateurkampioenschap. Jones werd de eerste winnaar van wat sindsdien de Grand Slam wordt genoemd, een omschrijving die is ontleent uit het bridgespel. Jones kampte echter met gezondheidsproblemen en trok zich hierna terug uit het wedstrijdcircuit, hoewel hij tot 1948 wel elk jaar aan de masters meedeed.
Samen met zijn vriend Clifford Roberts besloot Jones de Augusta National Golf Club op te richten. De baan werd ontworpen door Alister MacKenzie en geopend in 1933. Ook richtte hij de US Masters op, waarvan de eerste editie op 22 maart 1934 werd gespeeld. Sinds 1940 vindt het altijd plaats tijdens de eerste volle week van april.
In 1945 ontwierp hij samen met Robert Trent Jones de Peach Tree Golf Club in Atlanta.

### Gewonnen
Onder andere
- 1918: Amateur Open van Georgia
- 1923: US Open
- 1924: US amateurkampioenschap
- 1925: US amateurkampioenschap
- 1926: US Open
- 1927: US amateurkampioenschap, Britse Open
- 1928: US amateurkampioenschap
- 1929: US Open
- 1930: Grand Slam (US amateurkampioenschap + Brits amateurkampioenschap + Britse Open + US Open)